# Pullman (Virginie-Occidentale)
Pour les articles homonymes, voir Pullman.
Pullman est une ville américaine située dans le comté de Ritchie en Virginie-Occidentale.
Selon le recensement de 2010, Pullman compte 154 habitants. La municipalité s'étend sur 0,24 milles carrés (0,62 km2).
Fondée en 1883, la ville devient une municipalité en 1901. Elle est nommée en l'honneur de George Pullman.